# Iota2 Normae
Iota2 Normae (ι2 Nor / HD 144480) es una estrella situada en la constelación de Norma.
Comparte la denominación de Bayer «Iota» con Iota1 Normae, no existiendo relación física entre ambas estrellas.
De magnitud aparente +5,57, Iota2 Normae se encuentra, de acuerdo a la nueva reducción de los datos de paralaje de Hipparcos, a 280 años luz del sistema solar.
Iota2 Normae es una estrella de la secuencia principal blanco-azulada de tipo espectral B9.5V.
De similares características a las de θ Hydrae o a las de la primaria de δ Cygni, tiene una temperatura superficial de 10.185 K.
Su luminosidad bolométrica —en todo el espectro electromagnético— es 49 veces superior a la del Sol.
Posee un radio 2,3 veces más grande que el radio solar y gira sobre sí misma con una velocidad de rotación proyectada de 86 km/s.
Iota2 Normae tiene una masa de 2,52 masas solares y no ha alcanzado ni la mitad de su vida como estrella de la secuencia principal. No es una estrella variable y de hecho es una de las estrellas menos variables —más estables— entre las observadas por el satélite Hipparcos.